# Kravat pukovnija
Kravat pukovnija, počasna je satnija koju od 10. srpnja 2010. godine suorganiziraju ustanove Academia Cravatica (AC) i Turistička zajednica grada Zagreba. Izvodi program smjene straže i ophoda u užem središtu grada Zagreba. Satnija nosi odore kakve su hrvatski vojnici nosili tijekom Tridesetogodišnjeg rata.

## Povijest
Ideju o stvaranju počasne garde potaknuo je Marijan Bušić ravnatelj neprofitne ustanove Academia Cravatica i voditelj projekta Hrvatska-Domovina kravate. Namijenjena je za očuvanje i promicanje kravate, toga jedinstvenoga hrvatskoga doprinosa svjetskoj kulturnoj baštini.   

## Sastav
Počasna garda sastoji se od 17 vojnika, uključujući 13 pješaka i četiri konjanika.

## Vanjske poveznice

### Sestrinski projekti
|  | Zajednički poslužitelj ima još gradiva o temi Kravat pukovnija |

### Mrežna sjedišta
- Službena stranica